# Ted White (Schriftsteller)

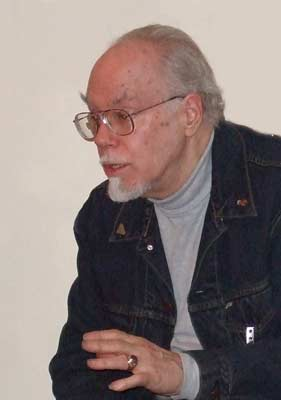
Ted White 2007

Ted White (eigentlich Theodore Edwin White; geboren am 4. Februar 1938 in Washington, D.C.) ist ein amerikanischer Science-Fiction-Fan, -Herausgeber und -Autor. Unter dem Pseudonym Dr. Progresso veröffentlicht er Musikkritiken im Bereich Progressive Rock.

## Leben
Whites Vater war der Fotograf Edwin Paul White, seine Mutter Dorothea, geborene Belz. Er besuchte Privatschulen in Falls Church, Virginia. 1958 heiratete er Sylvia Dees. Die Ehe wurde geschieden und White heiratete 1966 Robin Postal, mit der er ein Kind hat. 1963 arbeitete White in der Auslandsabteilung der Literaturagentur von Scott Meredith und wurde im gleichen Jahr Redakteur des Magazine of Fantasy and Science Fiction. Von 1969 bis 1979 war er Herausgeber der SF-Magazine Amazing Stories und Fantastic Stories. Während seiner Herausgeberschaft wurde Amazing Stories dreimal und Fantastic Stories einmal für den Hugo Award nominiert. White selbst war als Herausgeber fünfmal nominiert. Von 1979 bis 1981 war er Herausgeber der Comic-Zeitschrift Heavy Metal, wofür er 1980 den British Fantasy Award erhielt.
Seine berufliche Laufbahn bildet aber Whites Bedeutung für die Science-Fiction nur zum kleineren Teil ab. Hauptsächlich ist White ein Science-Fiction-Fan von Jugend an, Herausgeber und Autor zahlreicher Fanzines, Mitglied mehrerer SF-Vereinigungen und sowohl Organisator als auch Ehrengast vieler SF-Conventions.
Einige von Whites Fanzines waren sogenannte Apazines, also für eine Amateur Press Association herausgegebene Fanzines. Zwei dieser Organisationen waren Donald A. Wollheims FAPA (Fantasy Amateur Press Association) und die britische OMPA (Offtrails Magazine Publishers Association) Zu den von ihm herausgegebenen Fanzines gehören:
| Titel               | von    | bis  | Ausgaben | Bemerkungen |
| ------------------- | ------ | ---- | -------- | --- |
| Blat!               | 1993   | 1995 | 4        | mit Dan Steffan |
| Crank               | 1985   | 1986 | 5        | mit Rob Hansen |
| Double Whammy       | 1956   |      | 1        | Apazine für OMPA mit Larry Stark, John Hichcock und John Magnus                                                     |
| Egoboo              | 1960er | 1972 | 16       | mit John D. Berry                                                                                                   |
| Egoscan             | 1983   | 1985 | 11       | |
| Gafia Newssheet     | 1958   |      | 5        | |
| Gambit              | 1954   | 1982 | 57       | # 1–7 als Zip, # 8–22 als Stellar                                                                                   |
| Letters from Prison | 1986   |      | 4        | 14 Briefe in 4 Ausgaben. White war wegen Cannabiskonsum 1986 inhaftiert.                                            |
| Minac               | 1963   | 1964 | 15       | mit Les Gerber |
| Mini                | 1954   |      | 1        | mit Bob Stewart unter dem fingierten Namen Jacob Edwards herausgegeben                                              |
| Null-F              | 1955   | 1975 | 51       | Apazine für OMPA und FAPA                                                                                           |
| Pong                | 1980   | 1982 | 40       | mit Dan Steffan |
| Spung               | 1987   |      | 1        | |
| Stellar             | 1956   | 1957 | 15       | mit Larry Stark, siehe Gambit                                                                                       |
| Void                | 1958   | 1967 | 15       | insgesamt 29 Ausgaben; White zusammen mit Greg Benford ab #14, ab #23 mit Greg Benford, Peter Graham und Terry Carr |
| Zip                 | 1953   | 1956 | 10       | Apazine, nicht zu verwechseln mit dem später in Stellar umbenannten Apazine, siehe Gambit                           |

Von 2001 bis 2003 schrieb er eine Reihe von Fanzine-Rezensionen.
1968 wurde White als Fan-Autor mit dem Hugo ausgezeichnet. Für seine Aktivitäten als Fan erhielt er dreimal den Fan Activity Achievement Award, zuletzt 2010 für sein Lebenswerk.
Whites Laufbahn als Science-Fiction-Autor begann mit der Erzählung Phoenix, die er zusammen mit Marion Zimmer Bradley  schrieb und die 1963 in Amazing erschien. 1966 hat White die Erzählung zu einem Roman ausgebaut, der als Phoenix Prime dann erster Band seiner Qanar-Romantrilogie wurde. Whites erster Roman war die Zeitreisegeschichte Invasion from 2500 (1964, deutsch als Überfall aus der Zukunft), den er in Kollaboration mit Terry Carr unter dem Gemeinschaftspseudonym Norman Edwards schrieb. Zu erwähnen sind außerdem noch die Romane The Jewels of Elsewhen (1967) und By Furies Possessed (1970), in dem sich herausstellt, dass vermeintliche Alien-Parasiten tatsächlich Symbionten sind. John Clute zufolge ist Whites Science-Fiction ansonsten wenig bemerkenswerte Abenteuer-SF.
Neben Science-Fiction war Musik etwas, für das sich White von Jugend an interessierte. In den 1970er Jahren schrieb er unter dem Pseudonym Dr. Progresso eine Kolumne für die Unicorn Times, eine kleine, von 1973 bis 1985 in Washington, D.C., monatlich erscheinende Musik- und Kunstzeitschrift. Von 1977 bis 1979 brachte er Dr. Progresso als Radiosendung auf WGBT, dem Radiosender der Georgetown University, später übernahm er einen Teil des Overnight Express auf WAMU. Außerdem schrieb er Beiträge für das Progressive-Rock-Magazin Expose und für Elephant Talk, ein Internet-Newsletter für Fans von King Crimson. White spielt außerdem Saxophon und Keyboard in der Band Barbara & the Bohemians.

## Auszeichnungen
- 1968: Hugo Award in der Kategorie Fan Writer
- 1980: British Fantasy Award als Herausgeber von Heavy Metal in der Kategorie Comic
- 1994: Fan Activity Achievement Award für das Fanzine Blat!
- 1999: Fan Activity Achievement Award in der Kategorie Fan Writer
- 2010: Fan Activity Achievement Award für das Lebenswerk

## Bibliografie
Die Serien sind nach dem Erscheinungsjahr des ersten Teils geordnet.
Qanar
- Phoenix (1963, mit with Marion Zimmer Bradley, Kurzgeschichte)
- 1 Phoenix Prime (1966)
- 2 The Sorceress of Qar (1966)
- 3 Star Wolf! (1971)

Tanner
- 1 Android Avenger (1965)
- 2 The Spawn of the Death Machine (1968)

Forbidden World (Kurzgeschichtenserie)
- Breaking Point (1970) [only as by William C. Johnstone]
- A World of One’s Own (1977, mit David Bischoff)
- A Forbidden World (1978, mit David Bischoff)
- Ronald Archer
- Wednesday, Noon (1968)
- It Could Be Anywhere (1969)

Doc Phoenix
- Doc Phoenix (1975, Kurzgeschichte)
- The Oz Encounter (1977, mit Marv Wolfman)

Romane
- Invasion from 2500 (1964, mit Terry Carr, auch unter dem Gemeinschaftspseudonym Norman Edwards)
  - Deutsch: Überfall aus der Zukunft. Moewig (Terra Nova #107), 1970.
- Secret of the Marauder Satellite (1967)
- The Jewels of Elsewhen (1967)
- Sideslip (1968, mit Dave Van Arnam)
- No Time Like Tomorrow (1969)
- By Furies Possessed (1970)
- Trouble on Project Ceres (1971)
- Forbidden World (1978, mit David Bischoff)

Kurzgeschichten
- I, Executioner (1963, mit Terry Carr)
- Policy Conference (1965, mit Sylvia Dees)
- The Peacock King (1965, mit Larry McCombs)
- The Secret of the City (1966, mit Terry Carr)
- Lost in Space (1967, mit Dave Van Arnam, als Ron Archer)
- Captain America: The Great Gold Steal (1968)
- Saboteur (1969)
- Only Yesterday (1969)
- A Girl Like You (1971)
- Wolf Quest (1971)
- Growing up Fast in the City (1971)
- Junk Patrol (1971)
- Things Are Tough All Over (1971)
- 4:48 PM, October 6, 197-: Late Afternoon on Christopher Street (1972)
- Stella (1972)
- Dandy (1973)
- … And Another World Above (1974)
- Sixteen and Vanilla (1974)
- Manhattan Square Dance (1974, mit Calvin Demmon)
- Under the Mad Sun (1975)
- What Is Happening to Sarah Anne Lawrence? (1975)
- Welcome to the Machine (1976)
- Vengence Is Mine (1977)
- Systems of Romance (2013)
- Chapter 19, A. Lincoln, Simulacrum (2013)
- The Uncertain Past (2014)
- The Philistine (2015)
- Burning Down the House (2017)

Anthologien (als Herausgeber)
- The Best from Amazing Stories (1973, auch als The Best from Amazing, 1976)
- The Best from Fantastic (1973)